# 不能只有我，KARA
《不能只有我，KARA》（韓語：나만 없어, KARA），由wavve於2024年3月27日起播出。节目系女團Kara出道15週年紀念旅遊綜藝，在马来西亚亞庇拍摄。
台灣由friDay影音自3月27日起每週三播出。